# Buddhism i Polen

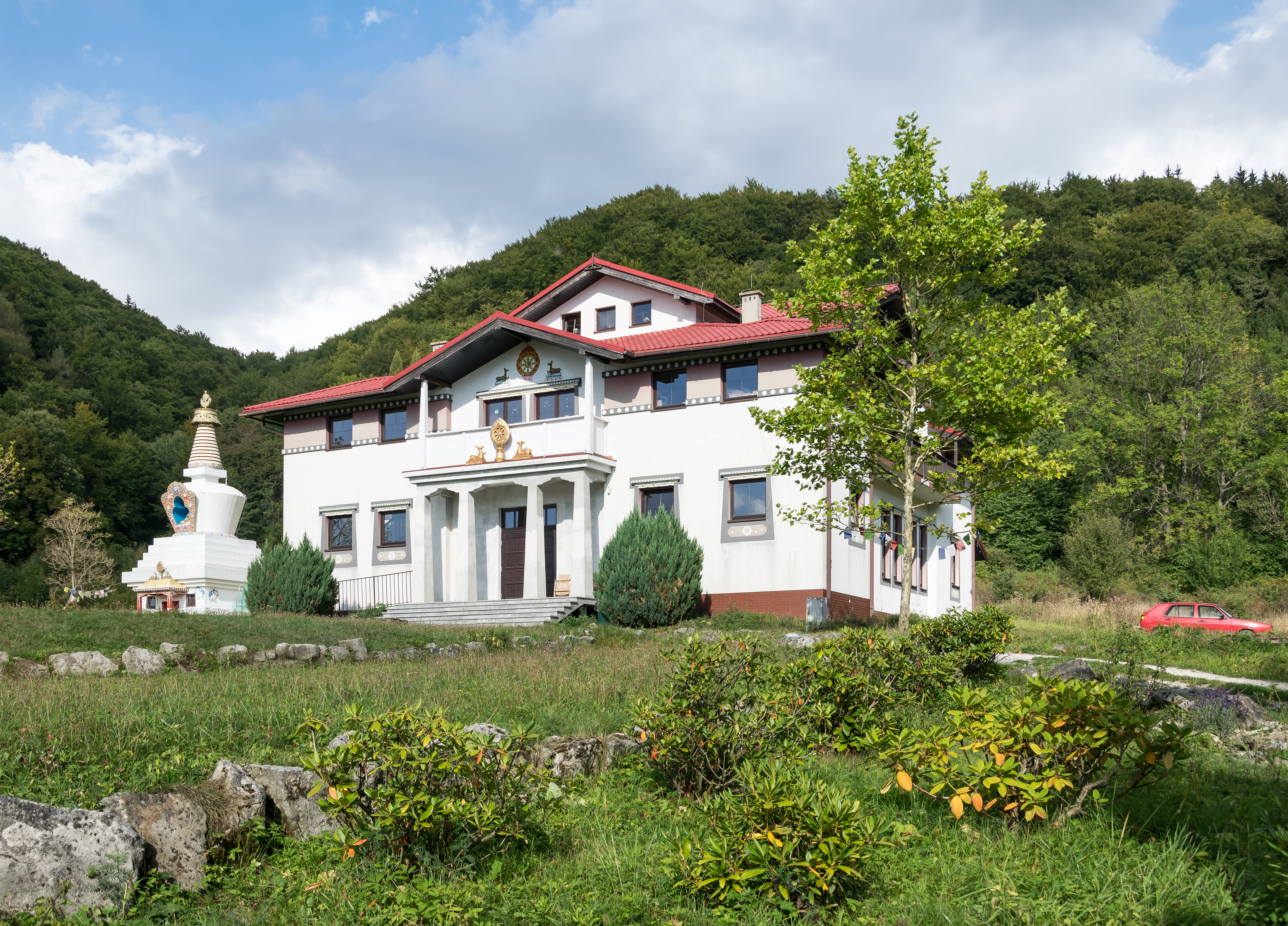
Gompa Drophan Ling-templet i Darnków år 2018.

Buddhism är en minoritetsreligion i Polen där majoriteten av befolkningen hör till den katolska kyrkan.
Sedan andra världskriget och till 1970-talet var buddhisters verksamhet inofficiell. Diamantvägen (som hör till kagyu-linjen inom tibetansk buddhism) började sin verksamhet i Polen år 1976 och har sedan dess ökat till att ha en meditationsgrupp i nästan varje kommun.
Polska buddhistiska unionen (polska Polska Unia Buddyjska) registrerades år 1995. Unionen är medlemsorganisation av den Europeiska buddhistiska unionen.